# Liste der Ortschaften im Bezirk Graz-Umgebung
Die Liste der Ortschaften im Bezirk Graz-Umgebung enthält die Gemeinden und ihre zugehörigen Ortschaften im steirischen Bezirk Graz-Umgebung. Stand Ortschaften: 1. Jänner 2020
Kursive Gemeindenamen sind keine Ortschaften, in Klammern der Status Markt bzw. Stadt. Die Angaben erfolgen im offiziellen Gemeinde- bzw. Ortschaftsnamen, wie von der Statistik Austria geführt.
- Deutschfeistritz
  - Arzwaldgraben
  - Großstübing
  - Himberg
  - Kleinstübing
  - Königgraben
  - Prenning
  - Stübinggraben
  - Waldstein

- Dobl-Zwaring
  - Dietersdorf
  - Dobl
  - Fading
  - Lamberg
  - Muttendorf
  - Petzendorf
  - Pöls an der Wieserbahn
  - Steindorf
  - Weinzettl
  - Wuschan
  - Zwaring

- Eggersdorf bei Graz
  - Brodersdorf
  - Brodingberg
  - Edelsbach bei Graz
  - Hart bei Eggersdorf
  - Haselbach
  - Höf
  - Präbach
  - Purgstall bei Eggersdorf

- Feldkirchen bei Graz
  - Abtissendorf
  - Lebern
  - Wagnitz

- Fernitz-Mellach
  - Dillach
  - Enzelsdorf
  - Fernitz
  - Gnaning
  - Mellach

- Frohnleiten
  - Adriach
  - Badl
  - Brunnhof
  - Gams
  - Gamsgraben
  - Gschwendt
  - Hofamt
  - Laas
  - Laufnitzdorf
  - Laufnitzgraben
  - Leutnant Günther-Siedlung
  - Maria Ebenort
  - Peugen
  - Pfannberg
  - Röthelstein
  - Rothleiten
  - Schönau
  - Schrauding
  - Schrems
  - Ungersdorf
  - Wannersdorf

- Gössendorf
  - Dörfla
  - Thondorf

- Gratkorn
  - Forstviertel
  - Freßnitzviertel
  - Kirchenviertel
  - Sankt Veit
  - Unterfriesach

- Gratwein-Straßengel
  - Eisbach
  - Gratwein
  - Gschnaidt
  - Hörgas
  - Hundsdorf
  - Judendorf
  - Kehr und Plesch
  - Kugelberg
  - Rein
  - Rötz
  - Straßengel

- Hart bei Graz

- Haselsdorf-Tobelbad
  - Badegg
  - Haselsdorf
  - Haselsdorfberg
  - Tobelbad

- Hausmannstätten
  - Berndorf

- Hitzendorf
  - Altenberg
  - Altreiteregg
  - Attendorf
  - Attendorfberg
  - Berndorf
  - Doblegg
  - Höllberg
  - Holzberg
  - Mantscha
  - Mayersdorf
  - Michlbach
  - Mühlriegl
  - Neureiteregg
  - Niederberg
  - Oberberg
  - Pirka
  - Riederhof
  - Rohrbach
  - Schadendorfberg
  - Södingberg
  - Stein
  - Steinberg

- Kainbach bei Graz
  - Hönigtal
  - Kainbach
  - Schaftal

- Kalsdorf bei Graz
  - Forst
  - Großsulz
  - Kleinsulz
  - Thalerhof

- Kumberg
  - Gschwendt
  - Hofstätten
  - Rabnitz

- Laßnitzhöhe

- Lieboch
  - Schadendorf
  - Spatenhof

- Nestelbach bei Graz
  - Edelsgrub
  - Hirtenfeld
  - Kogelbuch
  - Lambach
  - Langegg-Ort
  - Mittergoggitsch
  - Mitterlaßnitz
  - Obergoggitsch
  - Unterbuch
  - Zaunstein

- Peggau
  - Friesach

- Premstätten
  - Bierbaum
  - Hautzendorf
  - Laa
  - Oberpremstätten
  - Unterpremstätten
  - Zettling

- Raaba-Grambach
  - Dürwagersbach
  - Grambach
  - Lamberg
  - Raaba

- Sankt Bartholomä
  - Jaritzberg
  - Lichtenegg
  - Reiteregg

- Sankt Marein bei Graz
  - Kohldorf
  - Krumegg
  - Petersdorf II
  - Sankt Marein bei Graz-Markt
  - Sankt Marein bei Graz-Umgebung

- Sankt Oswald bei Plankenwarth
  - Plankenwarth

- Sankt Radegund bei Graz
  - Diepoltsberg
  - Ebersdorf
  - Kickenheim
  - Rinnegg
  - Schöckl
  - Willersdorf

- Seiersberg-Pirka
  - Bischofegg
  - Neupirka
  - Neuwindorf
  - Pirka
  - Seiersberg
  - Windorf

- Semriach
  - Markterviertl
  - Präbichl
  - Rechberg
  - Schönegg
  - Thoneben
  - Windhof

- Stattegg
  - Buch
  - Eichberg
  - Hochgreit
  - Hohenberg
  - Hub
  - Kalkleiten
  - Krail
  - Leber
  - Mühl
  - Neudorf
  - Rannach
  - Steingraben
  - Ursprung

- Stiwoll

- Thal

- Übelbach
  - Kleintal
  - Land-Übelbach
  - Markt-Übelbach
  - Neuhof

- Vasoldsberg
  - Premstätten
  - Wagersbach

- Weinitzen
  - Fölling
  - Niederschöckl
  - Oberschöckl
  - Werndorf

- Wundschuh
  - Forst
  - Gradenfeld
  - Kasten
  - Ponigl